# Великі Ключищі (роз'їзд)
Великі Ключищі (рос. Большие Ключищи) — роз’їзд в Ульяновському районі Ульяновської області Російської Федерації.
Населення становить 26 осіб. Входить до складу муніципального утворення Большеключищенське сільське поселення.

## Історія
Від 2004 року входить до складу муніципального утворення Большеключищенське сільське поселення.

## Населення
| 2010 | 2013 | 2015 |
| ---- | ---- | ---- |
| 20   | →20  | ↗26  |